# Dziesięcioro przykazań – opowieści dla dzieci
Dziesięcioro przykazań – opowieści dla dzieci (oryg. Kids Ten Commandments) – brytyjski serial animowany z 1998 roku, emitowany w TVP1 od 6 września 2008 roku. Zawiera 5 odcinków. Serial przybliża dzieciom Dziesięcioro przykazań. Każdy z odcinków zajmuje się dwoma przykazaniami.

## Wersja polska
Wersja polska: TVP Agencja Filmowa

Reżyseria: Dorota Kawęcka

Dialogi: Stanisława Dziedziczak

Dźwięk i montaż: Jakub Milencki

Kierownictwo produkcji: Monika Wojtysiak

Teksty piosenek: Wiesława Sujkowska

Kierownictwo muzyczne: Piotr Gogol

Udział wzięli:
- Marek Barbasiewicz − Bóg
- Józef Mika − Jakub
- Włodzimierz Bednarski − Mojżesz
- Agnieszka Kunikowska
- Katarzyna Tatarak
- Dariusz Odija
- Brygida Turowska
- Zbigniew Konopka
- Monika Wierzbicka
- Agata Gawrońska
- Michał Rudaś

i inni

## Spis odcinków
| Premiera odcinka | N/o | Polski tytuł                          | Angielski tytuł              |
| ---------------- | --- | ------------------------------------- | ---------------------------- |
|                  |     |                                       |                              |
| SERIA PIERWSZA   |     |                                       |                              |
|                  |     |                                       |                              |
| 06.09.2008       | 01  | Tylko nie złoty cielec                | The Not-So-Golden Calf       |
|                  |     |                                       |                              |
| 13.09.2008       | 02  | Dzień odpoczynku                      | The Rest is Yet to Come      |
|                  |     |                                       |                              |
| 20.09.2008       | 03  | Codzienne życie Seta                  | A Life and Seth Situation    |
|                  |     |                                       |                              |
| 27.09.2008       | 04  | Skradzione klejnoty, skradzione serce | Stolen Jewels, Stolen Hearts |
|                  |     |                                       |                              |
| 04.10.2008       | 05  | Igranie z prawdą                      | Toying with the Truth        |
|                  |     |                                       |                              |